# Narcyz Basté Basté
Narcyz Basté Basté SJ, (hiszp.) Narciso Basté Basté (ur. 16 grudnia 1866 w Barcelonie, zm. 15 października 1936 w Picadero de Paterna) – błogosławiony Kościoła katolickiego, męczennik okresu wojny domowej w Hiszpanii, ofiara prześladowań antykatolickich, hiszpański prezbiter, ojciec z zakonu jezuitów.

## Życiorys
Narcyz Basté Basté urodził się w dzielnicy Barcelony San Andrés de Palomar. Ukończywszy studia prawnicze i filozoficzne na Uniwersytecie Barcelońskim w 1890 roku wstąpił do Towarzystwa Jezusowego. Rozpoczynając nowicjat miał już ukończone dwa lata studiów teologicznych, które odbywał równolegle ze studiami uniwersyteckimi w seminarium duchownym. Sakrament święceń otrzymał w 1899 roku, zaś profesję wieczystą złożył w dwa lata później. Powołanie realizował prowadząc apostolat w Walencji. Jego działalność duszpasterska związana była z aktywizacją zawodową młodzieży robotniczej i reaktywacją organizacji „Patronato de la Juventud Obrera”. Narcyz Basté Basté zakładał szkoły handlowe, stolarskie, ślusarskie, modelarskie i rysunku działające w trybie dziennym i wieczorowym, a także akademie literackie, trupy teatralne, biblioteki, drużynę piłkarską, organizował wypoczynek dla robotników i kolonie dla ich dzieci. Planował utworzenie Szkoły Sztuk i Rzemiosł, lecz nie zdążył sfinalizować tego projektu. Jego praca z młodzieżą miała charakter formacyjny. Był autorem opublikowanych prac: „Patronato de jóvenes obreros” (wyd. Mensajero del Corazón de Jesús, Bilbao, 1924), „Vida y milagros de la Santísima Virgen del Puig” (1929), „Catecismo de Apologética” (wyd. El Mensajero del Corazón de Jesús, Bilbao, 1935) i „La Religión verdadera” (wyd. Apostolado de la Prensa, Madryt, 1935).
Po wprowadzeniu w 1932 roku przez rząd republikański dekretu o likwidacji zakonu jezuitów w Hiszpanii, na terenach opanowanych przez republikanów pozostało 660 zakonników. Spośród stu szesnastu jezuitów zamordowanych w latach 1936–1937 Narcyz Basté Basté jest jednym z jedenastu beatyfikowanych męczenników, którzy mimo narastającego terroru nie opuścił ojczyzny. W czasie eskalacji prześladowań katolików, po wybuchu wojny domowej czerwona milicja czterokrotnie go aresztowała, ale interwencje jego wychowanków skutkowały każdorazowo uwolnieniem. Ostatecznie został jednak zatrzymany przez bojówkę anarchosyndykalistów z CNT i rozstrzelany w dniu 15 października.
Uznany został przez Kościół rzymskokatolicki za ofiarę nienawiści do wiary (łac. odium fidei).
Badanie okoliczności śmierci i materiały zaczęto zbierać w 1950. Proces informacyjny rozpoczął się 8 lipca 1952 w Walencji i trwał do 1956. Beatyfikowany w grupie wyniesionych na ołtarze męczenników z zakonu jezuitów, prowincji Aragonia, zamordowanych podczas prześladowań religijnych 1936–1939, razem z Józefem Aparicio Sanzem i 232 towarzyszami, pierwszymi wyniesionymi na ołtarze Kościoła katolickiego w trzecim tysiącleciu przez papieża Jana Pawła II. Uroczystość beatyfikacji miała miejsce na placu Świętego Piotra w Watykanie w dniu 11 marca 2001 roku.
Miejscem kultu jest archidiecezja walencka.
Wspomnienie liturgiczne obchodzone jest przez katolików w dzienną rocznicę śmierci (15 października) oraz w grupie Józefa Aparicio Sanza i 232 towarzyszy (22 września).
Działalność błogosławionego Narcyza Basté Basté wśród młodzieży poddana została analizie naukowej w pracy doktorskiej Carlosa Martinez Herrery.